# Zbilje
Zbilje is een plaats in Slovenië en maakt deel uit van de gemeente Medvode in de NUTS-3-regio Osrednjeslovenska. De plaats telde 931 inwoners op 1 januari 2020.